# Данчо Джангалозов
Данчо или Дончо Т. Джангалозов (или Джингалозов) е български революционер, деец на Вътрешната македоно-одринска революционна организация.

## Биография
Роден е на 25 или 26 октомври (6 или 7 ноември) 1874 година в град Кукуш, тогава в Османската империя, днес Килкис в Гърция, в заможно семейство. Баща му се занимава със земеделие и опиничарство, а от 12-годишна възраст и Данчо му помага. Започва да учи в начално училище, но е обиден от учителя си, след което напуска и повече не се връща в училище. На 15-годишна възраст се премества в Солун при по-големия си брат, където първоначално е бакалин, а със събраните за 5 – 6 години пари наема хана „Света Петка“, намиращ се по пътя за Сер, и се занимава с кръчмарство. Този хан е най-източната точка на населената част на Солун докъм 1895 година. Зад хана има гарнизон.
През ваканцията на 1895 година, докато е в Солун, Гоце Делчев посвещава Джангалозов във ВМОРО и ханът му „Света Петка“ става свърталище за революционери. Делчев и поп Стамат в този хан посвещават неколко души в организацията. Там се крие революционна литература и оръжие. От този хан хектографираният вестник „Бунтовник“, излизащ в Солун, редактиран от Даме Груев, се разпространява из солунските села.
Арестуван е и е затворен в солунския затвор „Еди куле“ по подозрение, че е убил шпионина Цицо в Гевгели, който всъщност е убит от Андон Кьосето и Ицо Джорлев. След освобождението си става четник в кукушката чета на Христо Чернопеев. Участва в сражение при Железница и загива на връх Готен през април 1903 година.